# Château de Pombal
Le château de Pombal est une fortification militaire médiévale et templière situé dans la freguesia de Pombal, sur le territoire de la municipalité de Pombal (district de Leiria, Portugal),.
En position dominante sur un massif rocheux au bord de la rivière Arunca, ce château de l'Ordre du Temple a joué un rôle important dans la défense de la région au moment de l'affirmation de la nationalité et plus tard, dans la consolidation du comté.
Il est classé Monument national depuis 1910.

## Historique
La première occupation humaine du site remonte à une fortification romaine, occupée plus tard par les Musulmans, selon des vestiges archéologiques découverts sur la colline du château. Il convient également de rappeler la tradition locale selon laquelle l'église primitive São Pedro, aujourd'hui démolie, aurait été construite par les Goths.

### Le château médiéval
Bien que la date précise de construction du château soit inconnue, les chercheurs admettent qu'elle a eu lieu en même temps que d'autres, à l'époque de la Reconquista chrétienne, au XIIe siècle, sous le règne d'Alphonse Ier (1112-1185), dans une période comprise entre 1159, date du Foral de Redinha - qui comprend une clause de paiement du bail comme celui des terres de Pombal (per forum terrae palumbarii) -, et 1171 (era de 1209), selon une inscription épigraphique de cette date à Almourol, qui fait référence à la construction d'une série de châteaux, parmi lesquels celui de Pombal, par Gualdim Pais, (fils de Paio Ramires ) alors Maître de l'Ordre des Templiers au Portugal. Le château de Pombal reprend en effet les lignes architecturales caractéristiques des Templiers, que l'on retrouve non seulement au château d'Almourol, mais aussi à Idanha-a-Nova, Monsanto, Tomar et Zêzere, ses contemporains. Ce complexe avait pour fonction de défendre et de coloniser ces terres, au sud du Mondego, confiées à l'Ordre du Temple. Gualdim Pais lui-même accorda une charte à Pombal en 1174, et une colonie se développa sur le versant sud de la colline du château, où se trouvaient la porte principale et les églises Santa Maria do Castelo et São Pedro (cette dernière aujourd'hui démolie).
Bien qu'historiquement il n'ait pas été directement impliqué dans les grandes campagnes, il était en alerte lors de la contre-offensive musulmane qui, en 1171, attaqua le château de Santarém et, traversant la région du Haut Alentejo, dévasta Coruche et Abrantes (1179), celle de 1184, qui cibla à nouveau Santarém, et celle de 1190 , qui attaqua Tomar et dévasta le château de Leiria.
Sous le règne du roi Denis Ier (1279-1325), suite à l'extinction de l'Ordre des Templiers par le pape (1311-1312), le souverain transféra les biens de l'Ordre dans le pays à l'Ordre du Christ (1317). Pombal et son château furent le théâtre du traité de paix entre le souverain et son fils, le roi Alphonse IV, célébré dans l' église de São Martinho (1323).

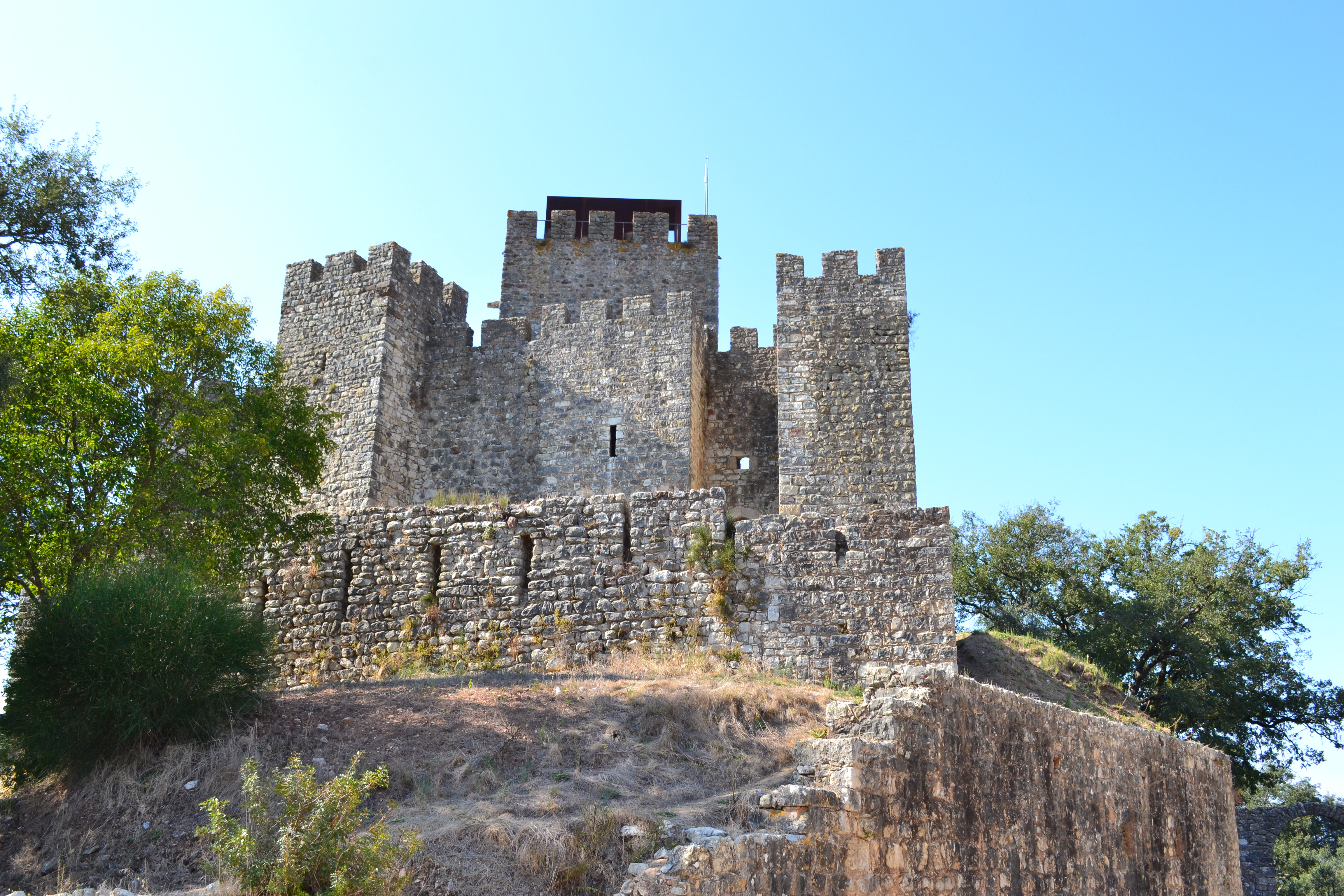

Dans le contexte de la crise portugaise de 1383-1385, Pombal et son château soutenaient le maître d'Aviz (Jean Ier. Lors de l'invasion de 1385, les troupes castillanes se déplacèrent de Coimbra à Soure, campant à Pombal le 10 août, en route vers Lisbonne, optant pour la route de Leiria, où aurait lieu la bataille d'Aljubarrota.
Sous le règne du roi Jean Ier (1385-1433), au début du XVe siècle, la mairie de la ville et son château furent donnés par le souverain au comte de Castelo Melhor, dans la famille duquel elle resta jusqu'en 1834.
Lors de sa visite à la ville et à son château (1509), le roi Manuel Ier (1495-1521) ordonna la reconstruction de l'ancienne tour médiévale. Par la suite, lorsque la ville obtint une Nouvelle Charte (1er juin 1512), d'autres améliorations durent être apportées, comme en témoignent les armoiries manuélines inscrites au-dessus de la porte principale.

### DuXVIIesiècleà nos jours
Au XVIIe siècle, le comte de Castelo Melhor rénova l'ancien château, le transformant en résidence seigneuriale.
Au début du XIXe siècle, pendant la guerre d'indépendance espagnole, la ville fut pillée et incendiée par les troupes napoléoniennes commandées par le général André Masséna, qui revenaient vaincues des lignes de Torres Vedras (1811). À cette époque, les chartes originales accordées à la ville furent perdues et détruites, ainsi que l' hôtel de ville. Abandonné par la suite, il tomba en ruine, ce qui le recouvrit d'un vaste sous-bois.
Au XXe siècle, il fut classé Monument National, par Décret publié le 23 juin 1910. L'intervention des pouvoirs publics ne se fit cependant sentir que dans les années 1940, lorsque furent promus des travaux de consolidation et de restauration partielle, réalisés par la Direction Générale des Bâtiments et Monuments Nationaux (DGEMN).
De nouvelles campagnes d'intervention et de restauration ont eu lieu en 1975 et entre 2000 et 2001, axées sur la récupération et la mise en valeur du donjon. Des réflexions sont actuellement menées pour revitaliser ce patrimoine.

## Caractéristiques
Le château présente un plan en forme d'Alcazaba, similaire au château de Tomar, avec une surface construite d'environ 300 m2. Ses murailles crénelées, bordées d'un chemin de ronde, étaient à l'origine renforcés par dix cubelos (pt) quadrangulaires, protégés par une barbacane, dont il reste des vestiges près des deux portes, et par un anneau extérieur de murs.
Sur la place d'armes, décentrée vers le sud, se dresse le donjon, de plan quadrangulaire, soutenu par deux tours tronconiques juxtaposées en forme de coin. On y trouve également les vestiges de l église romane primitive de São Miguel.
À l'ouest du complexe se dresse l'alcazaba manuéline, avec les armoiries royales et une fenêtre à baie géminée. À l'extérieur des murs, du côté sud, se trouvent les ruines de l'ancienne église paroissiale de Pombal, l'église de Santa Maria do Castelo.

## Galerie

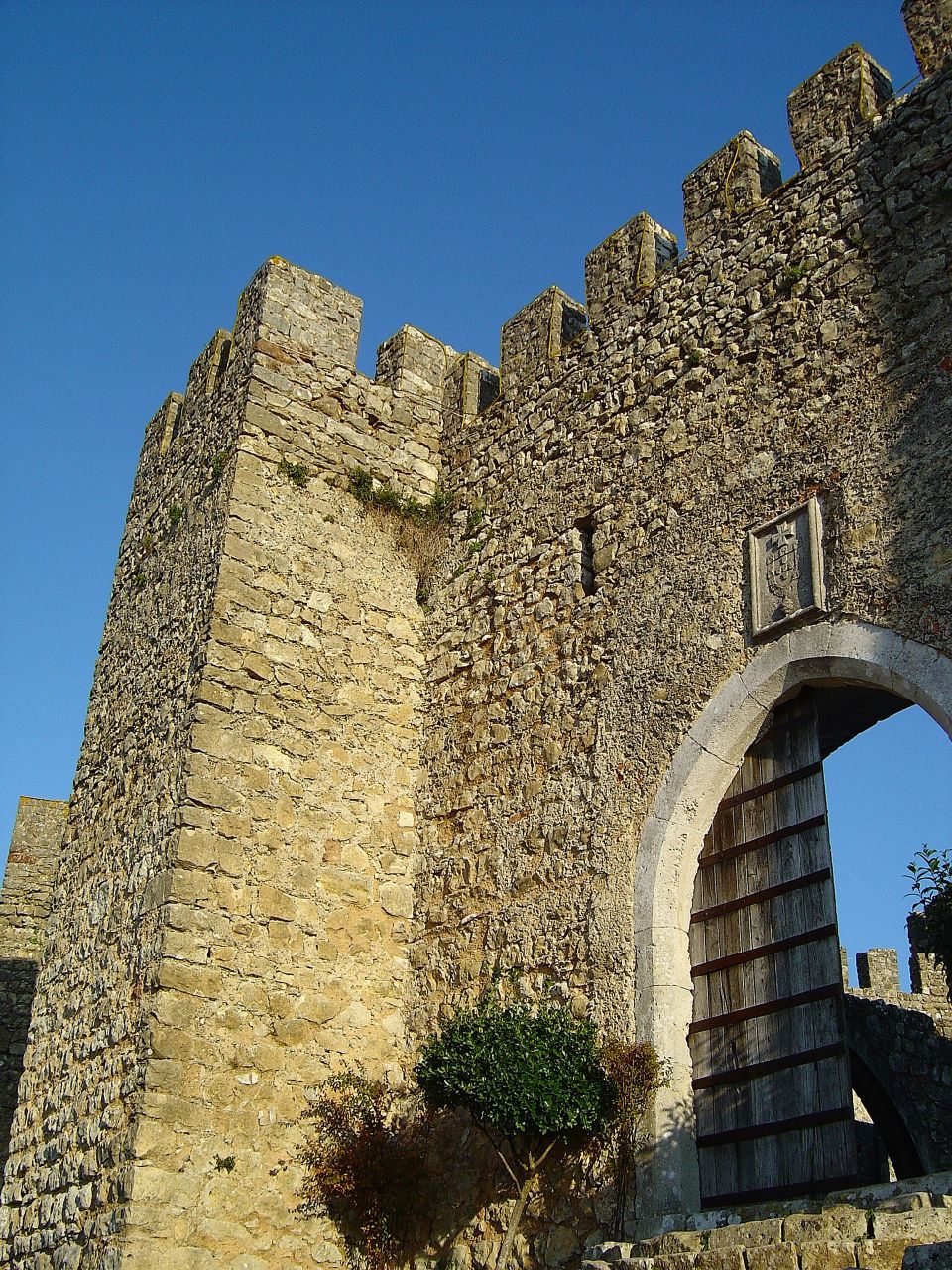
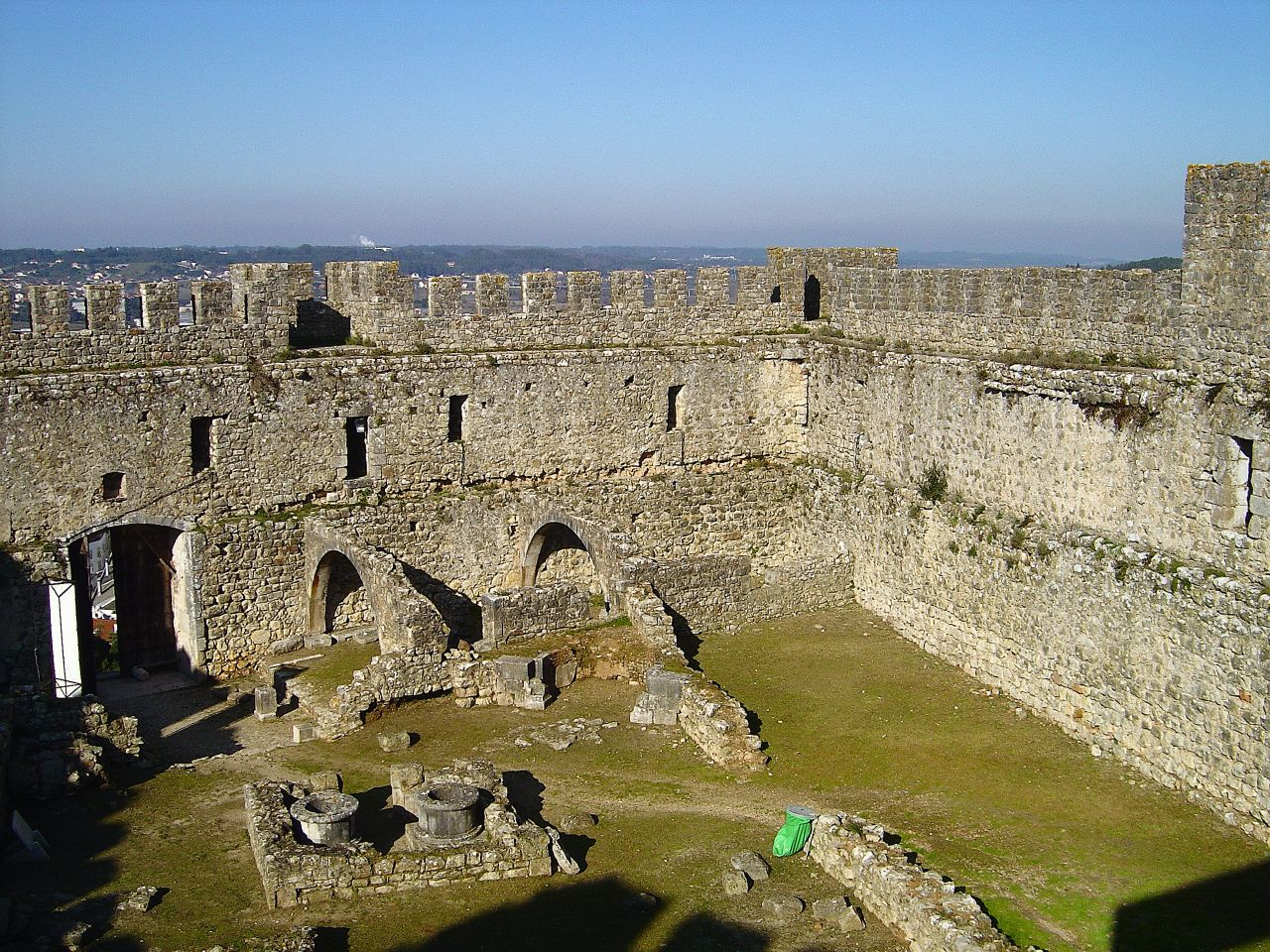
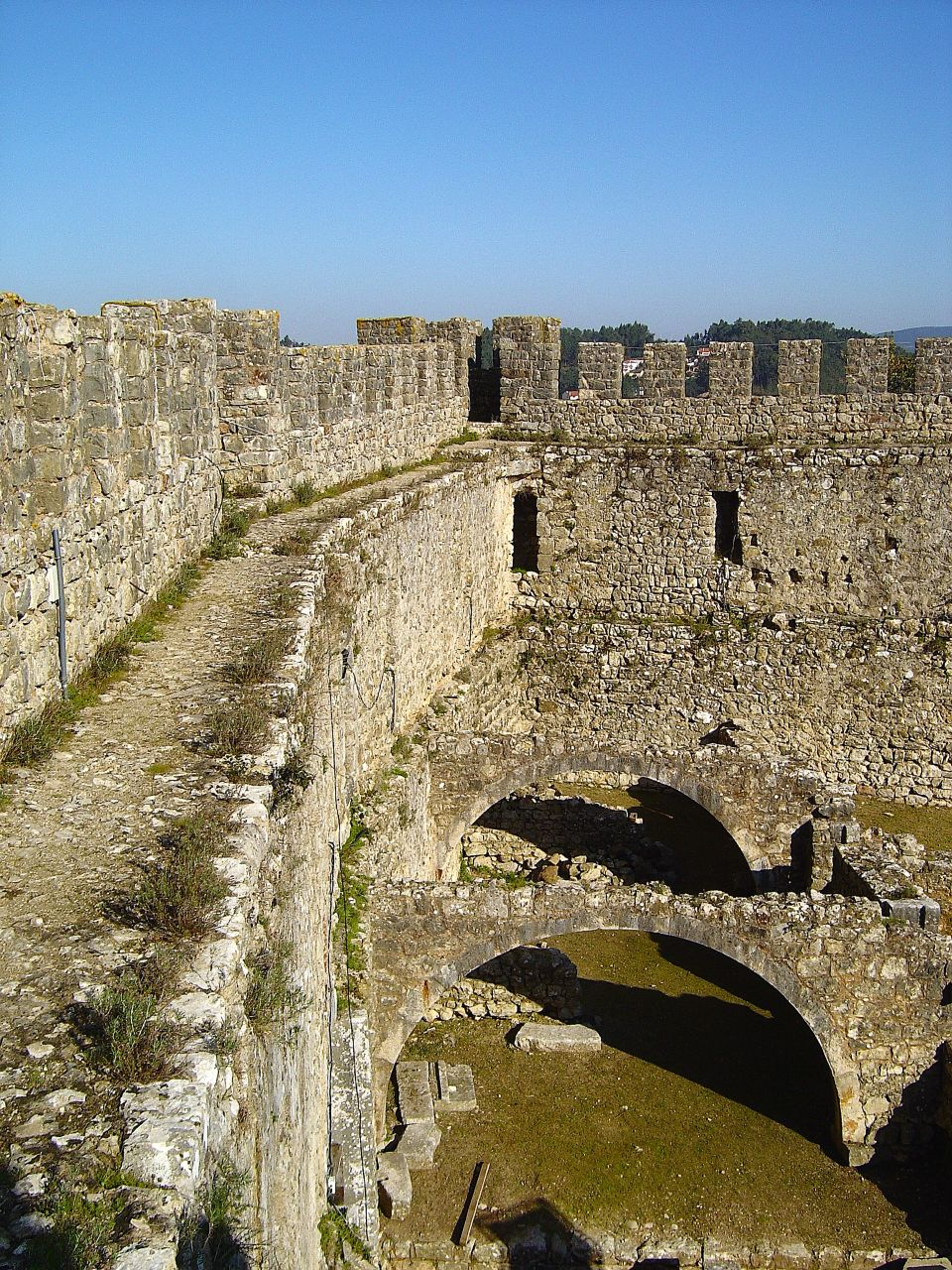
Chemin de ronde.
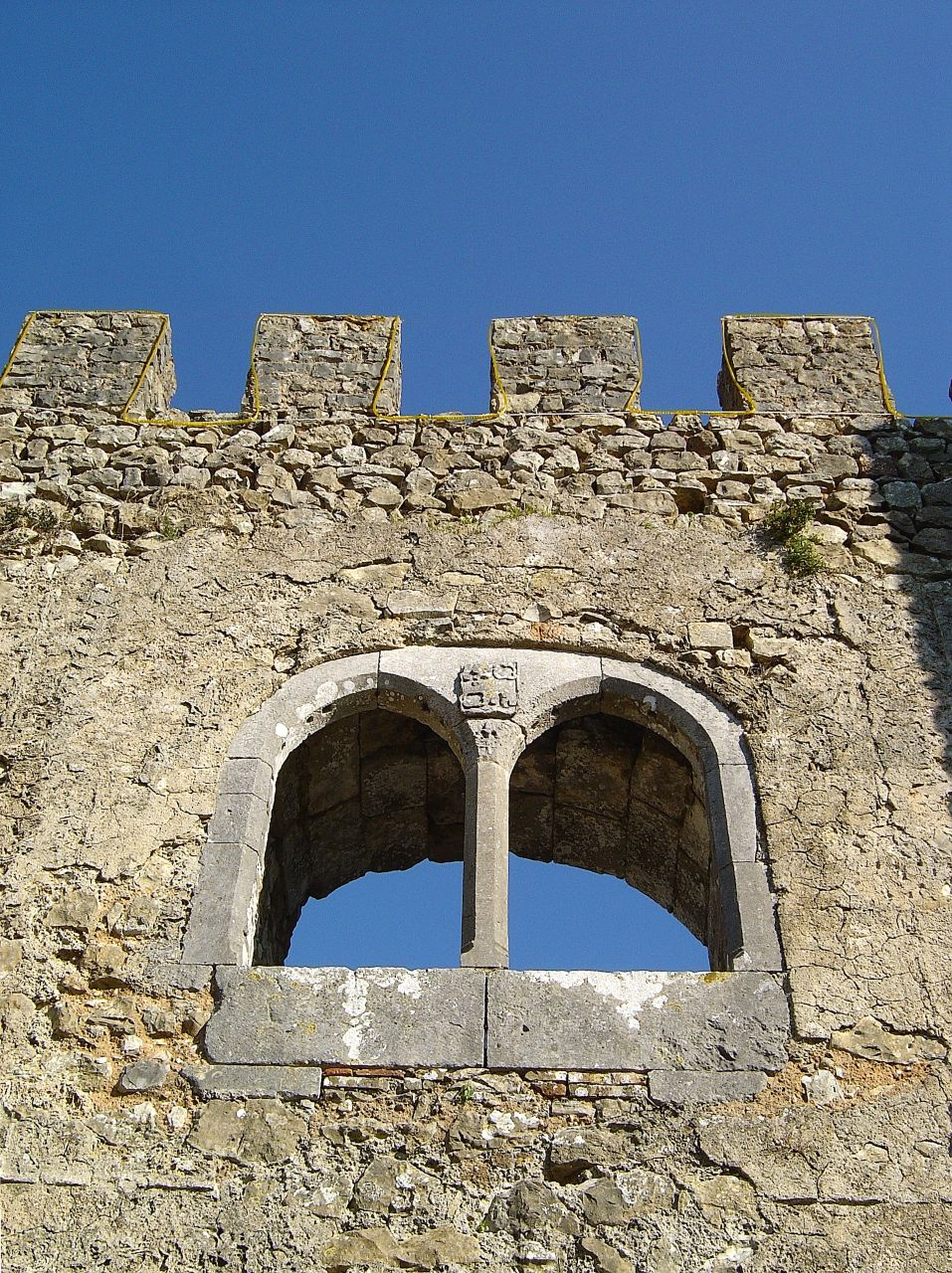
Fenêtre à baie géminée et armoiries.